# Station Meymac
Station Meymac is een spoorwegstation in de Franse gemeente Meymac.